# Петре Тануров
Петра Тануров с псевдоним Доне е гръцки партизанин и деец на Славяномакедонския народоосвободителен фронт и Народоосвободителния фронт.

## Биография
Роден е през 1915 година в мъгленското село Бахово. Още преди Втората световна война се включва в ГКП. От лятото на 1944 година влиза в редиците на Воденския македонски батальон, като командир на чета. Към ноември на същата година, заедно с други съмишленици, се включва в Първа егейска ударна бригада, с която действа във Вардарска Македония. През май 1945 се връща в Егейска Македония и става активист на НОФ. Петре Тануров е представител на Тайната освободителна македонска организация (ТОМО) за родното си село Бахово. През ноември на следващата година е назначен за командир на чета в ДАГ. Заедно с нея обикаля планините Каракамен, Пиерия и Олимп. През юли 1948 получава нареждане да защитава височината Свети Илия по време на битката на Грамос. След започването на битката четата губи повече от половината си състав и Тануров, без да получи нареждане от по-високо ниво, се изтегля заедно с оцелелите. В резултат на това е осъден на смърт от Главния щаб на ДАГ и разстрелян.